# Smeaton-Koeffizient
Der Smeaton-Koeffizient, benannt nach John Smeaton, beschreibt das Verhältnis von Druck zu aerodynamischem Widerstand eines gasumströmten Körpers. Dabei bleibt jedoch der dynamische Druck des Mediums unberücksichtigt.
- {\displaystyle D} Luftwiderstand in lbs
- {\displaystyle V} Geschwindigkeit in mph
- {\displaystyle A} Fläche in Quadrat-ft
- {\displaystyle C_{\mathrm {D} }} Widerstandsbeiwert (für die Referenzumgebung = 1). Entspricht dem heutigen {\displaystyle c_{\mathrm {w} }}-Wert

Die Widerstandsgleichung
{\displaystyle D=k\cdot C_{\mathrm {D} }\cdot V^{2}\cdot A}
ergibt für den Smeaton-Koeffizienten k
{\displaystyle k={D \over C_{\mathrm {D} }\cdot V^{2}\cdot A}{\mathrm {lbs \over mph^{2}ft^{2}} }}
Smeaton gab 1759 in seinem Werk An Experimental Enquiry Concerning the Natural Powers of Water and Wind to Turn Mills and Other Machines Depending on Circular Motion einen Wert von k=0,005 an.
Bis etwa 1900 ergaben sich nach weiteren Experimenten Streuungen für den Wert k von 0,0027 bis 0,005. Die Brüder Wright vertrauten dem Wert von k=0,005 und bauten zunächst zwei Gleiter, die jedoch nicht flogen. Umfangreiche Experimente ergaben dann einen Wert von k=0,0033, der dem heute gültigen Wert von k=0,00327 ausreichend genau entsprach.
Wegen seiner eingeschränkten Verwendungsfähigkeit wird der Smeaton-Koeffizient seit etwa 1920 nicht mehr verwendet. Stattdessen kam die Bernoulli-Gleichung zum Einsatz.